# Brouwerij 't IJ

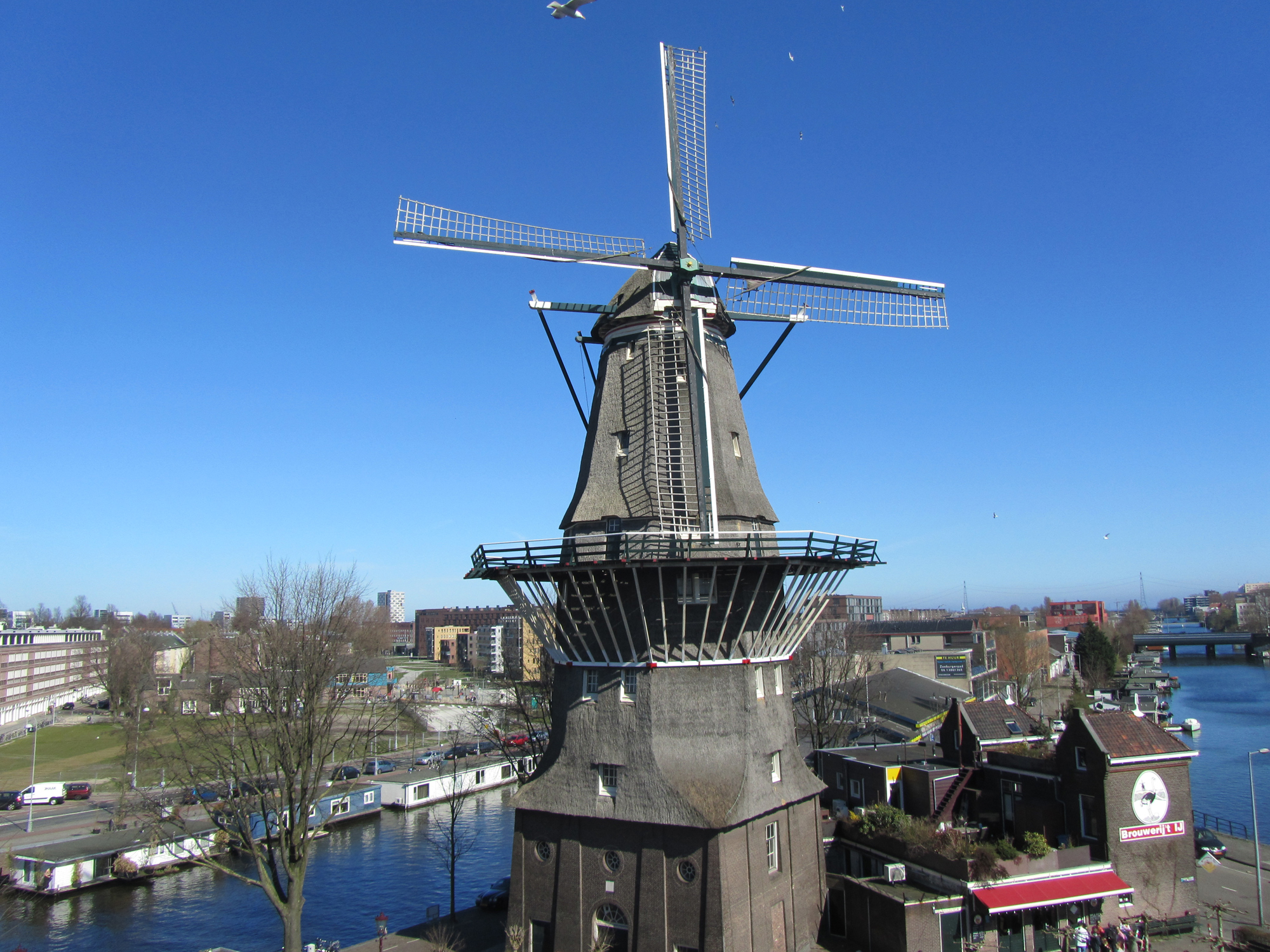
De Gooyer en Brouwerij 't IJ

Brouwerij 't IJ is een Amsterdamse brouwerij waar uitsluitend speciaalbieren gebrouwen worden. De brouwerij is gevestigd in het oosten van de stad. Het bier wordt op twee locaties gebrouwen. Aan de Funenkade, naast Molen de Gooyer, worden alle tapbieren van de brouwerij gebrouwen. Op deze locatie bevindt zich ook het eerste proeflokaal van de brouwerij. In de tweede brouwerij aan het Zeeburgerpad worden fles- en fustbieren gebrouwen. De totale capaciteit van de twee locaties is zo'n 22.000 hl per jaar. In het Vondelpark is sinds 2019 een tweede proeflokaal gevestigd: Proeflokaal 't Blauwe Theehuis.

## Geschiedenis
Brouwerij 't IJ is in 1983 opgericht door Kaspar Peterson, die na zijn tijd bij de Nederlandse band Door Mekaar besloot zich op de bieren te gaan richten. Vanaf 1985 is Brouwerij 't IJ gevestigd in het voormalig badhuis Funen, naast Molen de Gooyer in Amsterdam Oost. Op deze locatie wordt nog altijd gebrouwen en is ook een proeflokaal gevestigd. De eerste bieren die gebrouwen werden, waren Zatte en Natte. Over de jaren kwamen er meer biersoorten vast of als seizoensbier bij en vonden de bieren ook steeds meer aftrek.
In 2008 besloot Peterson na 25 jaar te stoppen als eigenaar van Brouwerij 't IJ. Patrick Hendrikse en Bart Obertop werden de nieuwe eigenaren van de brouwerij.
Omdat de ruimte in Badhuis Funen niet genoeg bleek om aan de groeiende vraag te voldoen, werd in 2012 besloten een tweede brouwlocatie te bouwen. Hiervoor werd een pand betrokken aan het Zeeburgerpad in Amsterdam-Oost, op zo'n 800 meter van de oorspronkelijke brouwerij. Op 11 januari 2013 werd er voor het eerst in deze nieuwe brouwerij gebrouwen. Alle fles- en fustbieren van Brouwerij 't IJ komen nu hiervandaan; de tapbieren voor het proeflokaal worden nog altijd naast de molen gebrouwen.
In 2015 nam de Belgische brouwerij Duvel Moortgat een belang in 't IJ. De omvang van het belang werd niet bekendgemaakt.

## Bieren
Alle bieren van Brouwerij 't IJ zijn bovengistend, ongepasteuriseerd en ongefilterd. Hieronder een overzicht van de bieren die bij Brouwerij 't IJ gebrouwen worden.

### Standaardbieren
- Natte, 6.5% ABV, een dubbel, roodbruin bier
- Zatte, 8%, een tripel, lichtblond bier. Het eerste bier dat werd gebrouwen in Brouwerij 't IJ.
- IJwit, 6,5%: een witbier
- Columbus, 9%, een amberkleurig "speciale"
- Struis, 9%, een gerstewijn
- I.P.A., 6,5%: een India Pale Ale
- Flink, 4,7%: een pale ale, gedryhopt met Galaxy- en Mosaic-hop.
- Calypso Session I.P.A., 4%
- Blondie, 5,8%: een blond bier
- Vrijwit, 0,5%:
- Free I.P.A., 0,5%

### Seizoensbieren
- PaasIJ, 7%, lente: een lentebok
- Biri 4,7%: een lager
- IJbok, 6,5%, herfst: een donkere herfstbok
- IJndejaars, 9%, winter: zwaar winterbier

### Gelegenheidsbieren
- Speciale Vlo, 7%: gebrouwen voor bierwinkel de Bierkoning in Amsterdam. Tijdens de Brussels Beer Challenge 2012 bekroond met een zilveren medaille in de categorie Herb & Spice.
- Ciel Bleu I.P.A., 7%: Een India Pale Ale gebrouwen in samenwerking met Onno Kokmeijer en Arjan Speelman van sterrenrestaurant Ciel Bleu, met de hoppen (Waimea en Citra) en gebruik van kaffirlimoen.
- No. 1, 5,8%: Het eerste bier dat werd gebrouwen in de nieuwe brouwerij aan het Zeeburgerpad. Blond, extra hoppig bier.
- Bukowski, 6,4%: een blond bier
- Juicy I.P.A. 6%: Een bier gebrouwen met sinaasappel- en grapefruitschil en Amarillo-hop.
- Fruity Tangerine I.P.A., 5,2% (2021): Een bier gebrouwen met mandarijn, citrus en Amarillo- en Citra-hop.
- 't IJ van de Duvel 6,66%: Een collaboration-bier, samen gebrouwen met de brouwers van Duvel, een blonde IPA.
- Red Rye Double I.P.A. 7,8%: Met roggemout en veel hop
- Chinook Crimson Ale 6%: met Chinook- en Simcoe-hop
- Ginger Paradise 6,2%
- De Diepte imperial stout 11,4%
- Cherry Sour, 6,2%: een blend van krieken en sour ale. Gebrouwen volgens het procedé van spontane gisting.
- Red IPA 6%
- El Dorado 5.3% hoppy lager.
- Mokum's Overdreven IJwit 7,5%: Ter gelegenheid van 750 jaar Amsterdam